# Dzjerman
Dzjerman (Bulgaars: Джерман) is een dorp in Bulgarije. Het dorp is gelegen in de gemeente Doepnitsa in de oblast Kjoestendil. De afstand tot Kjoestendil is hemelsbreed 32 km en de afstand tot Sofia is 56 km. 

## Bevolking
In tegenstelling tot de naburige dorpen in de regio bleef het inwonersaantal van Dzjerman vrij stabiel. Het inwonersaantal groeide van 1.306 personen in 1934 tot een maximum van 1.599 personen in 1985. Na de val van het communisme, en de daarmee samenhangende verslechterde economische situatie van de regio, kampt het dorp met een bevolkingsafname. Op 31 december 2019 woonden er 1.152 personen in het dorp.
|  |

Van de 1.288 inwoners reageerden er 1.271 op de optionele volkstelling van 2011. Van deze 1.271 respondenten identificeerden 1.219 personen zichzelf als etnische Bulgaren (95,9%), gevolgd door 47 Roma (3,7%). 5 respondenten gaven geen (definieerbare) etniciteit op (0,4%).
| Etniciteit   | Aantal | %     |
| ------------ | ------ | ----- |
| Bulgaren     | 1219   | 95,9% |
| Turken       | ...    | ...   |
| Roma         | 49     | 3,7%  |
| Overig       | 5      | 0,4%  |
| Respondenten | 1271   |       |

Balanovo - Bistritsa - Blatino - Deljan - Djakovo - Doepnitsa - Dzjerman - Gramade - Jachinovo - Krajni Dol - Krajnitsi - Kremenik - Palatovo - Piperevo - Samoranovo - Topolnitsa - Tsjerven Breg